# Gnophos brandtorum
Gnophos brandtorum är en fjärilsart som beskrevs av Eugen Wehrli 1941. Gnophos brandtorum ingår i släktet Gnophos och familjen mätare. Inga underarter finns listade i Catalogue of Life.